# Gérard Lauzier
Gérard Lauzier, född 1932, död 2008, var en fransk serieskapare, regissör och manusförfattare. Lauzier är inte minst ihågkommen för sina vassa satirer av 1970-talets franska medelklass, bland annat genom albumsviten Tranches de vie (Sånt är livet i svensk översättning). Han belönades 1981 med Adamsonstatyetten och 12 år senare med staden Angoulêmes stora pris.
Lauzier arbetade som regissör för både film och teater. Under 1990-talet regisserade han två filmer med Gérard Depardieu i huvudrollen – Min farsa är en hjälte och I en helt annan klass. Lauzier skrev även teatermanus.

## Biografi

### Bakgrund
Gérard Lauzier föddes 30 november 1932 i sydfranska Marseille. Efter sin examen (licence de philosophie, ungefär fil. kand.) läste han arkitektur i fyra år på L’École nationale supérieure des beaux-arts de Paris.

### Åren i Brasilien
Lauzier bodde i Brasilien mellan 1956 och 1965. Han hade rest till Brasilien på semester, och för arkitekturstuderanden Lauzier var Brasilien ett intressant land (se Brasilia). Väl i landet blev han kär i både landet och i en brasilianska, så han stannade kvar. Lauzier bodde i två års tid i Rio de Janeiro, där han livnärde sig på reklamarbeten och umgicks med ett tiotal andra fransmän i förskingringen.
1958 blev Lauzier lämnad av sin flickvän, och han flyttade norröver, till delstaten Bahia för att glömma och börja på ny kula. Lauzier hade återigen tur. Han blev inblandad i lanseringen av tidningen Jornal da Bahia, där han fungerade som politisk skämttecknare. Genom kontakter fick han också uppdrag på stadens första – och nystartade – reklamfirma.

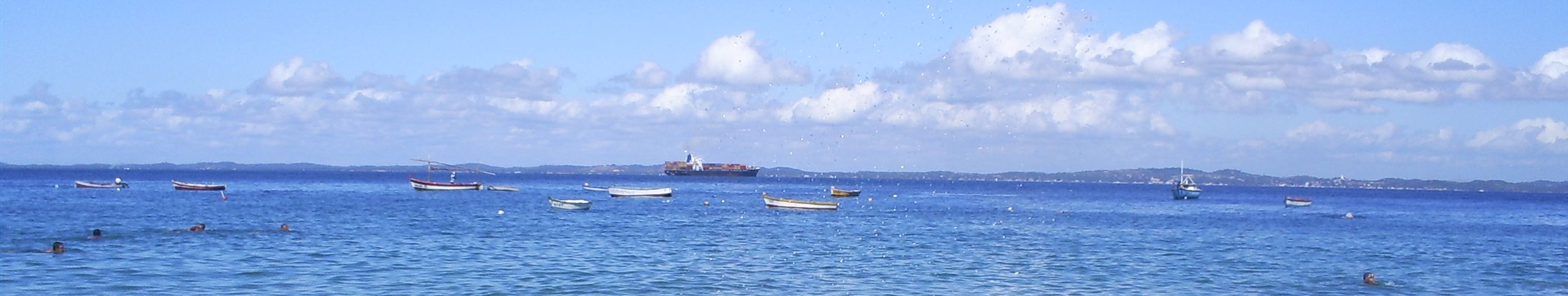
På den platta brasilianska ön Ilha de Itaparica tillbringade Lauzier ett års tid som "gringo". Minnena därifrån kom att inspirera till seriealbumet Gringon på Ilha Grande.

Lauzier befann sig i Brasilien under tiden som han egentligen skulle gjort sin franska militärtjänst. Till slut återkom han till Frankrike, där han hamnade inför rätta för flykt undan militärtjänsten och fick tillbringa två månader bakom lås och bom. Därefter gjorde Lauzier sin militärtjänst som fallskärmsjägare, innan han via en tid i Spanien återvände till Brasilien. Där hade man under tiden (1964) genomfört en militärkupp, och pressfolk med vänstersympatier (som Lauzier) hamnade lätt på Svarta listan. Så Lauzier gick under jorden, genom att bege sig till ön Ilha de Itaparica och tillbringa ett år där som en "gringo" på luffen.

### Tillbaka i Frankrike
Efter att ha återvänt till Frankrike 1965 livnärde Lauzier sig i några års tid som skämttecknare för tidningar som Lui, France-Soir och Paris-Match.
Till slut blev Lauzier kontaktad av förlaget Dargaud, som erbjöd honom att göra tecknade serier för sin tidning Pilote. Hösten 1974 kom seriealbumet Lili Fatale ut på förlaget Dargaud. Samtidigt började Pilote att publicera hans satiriska kortserier under samlingsnamnet Sånt är livet (franska: Tranches de vie, 'skivor av livet'). Av de sammanlagt fem albumen i Sånt är livet har fyra kommit i svensk översättning, varav en (Sånt är livet 4) med översättning av Birgitta Stenberg.
Lauziers erfarenheter från åren i Brasilien låg till grund för seriealbumet Gringon på Ilha Grande (Les Chroniques de l'île grande). Den serien tecknades 1975 och gavs ut i albumform 1977.
Under det sena sjuttiotalet samarbetade Lauzier med tecknaren Alexis på de svarta västernparodierna i serien Al Crane. Två album kom ut på franska, och de båda översattes senare till svenska i en volym.

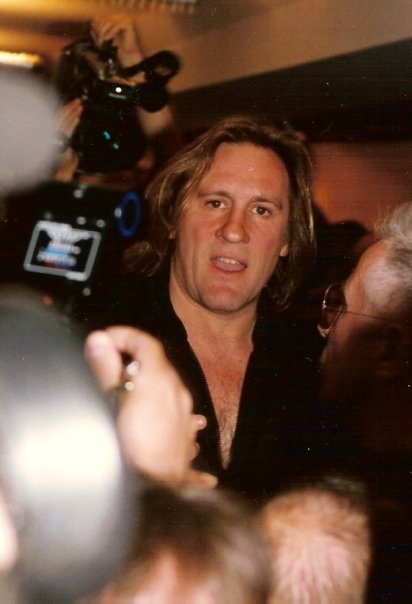
Gérard Depardieu spelade huvudrollen i två av Lauziers filmer. Fotot är från 1994 års Cannesfestival, där Depardieu var aktuell med Farsa på låtsas (nyinspelningen av Lauziers Min farsa är en hjälte).

### Film och senare år
I början av 1980-talet gick Lauzier över till teater och film. Samtidigt producerade han ytterligare ett decennium regelbundet nya albumserier, varav en handfull översattes till svenska. En ynglings memoarer (franska: Souvenirs d'un jeune homme) från 1983 gjorde han själv till film året efter. Både den och 1991 års Min farsa är en hjälte (med Gérard Depardieu i huvudrollen) och I en helt annan klass hade svensk premiär. Han skrev även dialogmanus till Asterix & Obelix möter Caesar. Till alla tre filmer bidrog han både med manus och regi.
Gérard Lauziers sista publicerade seriebok blev Portrait de l’artiste som utkom 1992. Hans sista film blev 1999 års Le Fils d'un français, med bland annat Josiane Balasko. Lauzier avled 6 december 2008 i Paris, 76 år gammal, efter en längre tids sjukdom.

## Eftermäle och utmärkelser
Under senare år var Lauzier mest aktiv som filmregissör, med blandad framgång. Flera av filmerna baserades på hans egna succéserier, som Råttans flykt och En ynglings memoarer.
Det är som serieskapare Lauzier blivit mest prisad. Lauzier är inte minst ihågkommen för sina vassa satirer av främst 1970-talets fransmän ur medelklassen, där den revolutionära glöden från 1968 falnat och i många fall lämnat plats för dubbelmoral. Men satiren sparkade glatt åt alla håll. 1981 belönades han med Adamsonstatyetten, i första hand för sin Sånt är livet. 1993 mottog han Seriefestivalen i Angoulêmes stora pris.

## Verklista

### Filmografi
Regi och manus
- 1982 – T'empêches tout le monde de dormir
- 1984 – En ynglings memoarer (franska: P'tit con[12][13])
- 1984 – La Tête dans le sac
- 1991 – Min farsa är en hjälte (franska: Mon père, ce héros)
- 1996 – I en helt annan klass (franska: Le Plus beau métier du monde)
- 1999 – Le Fils d'un français

Endast manus
- 1980 – Je vais craquer
- 1981 – Psy
- 1985 – Tranches de vie
- 1988 – À gauche en sortant de l'ascenseur
- 1991 – Min farsa är en hjälte
- 1996 – I en helt annan klass
- 1999 – Asterix och Obelix möter Caesar

### Teatermanus
- 1980 – Le Garçon d'appartement, Théâtre Marigny (regi: Daniel Auteuil)
- 1986 – L'amuse-gueule, Théâtre du Palais-Royal (regi: Pierre Mondy)
- 1993 – Ne réveillez pas Cécile, elle est amoureuse, Comédie-Caumartin (regi: Gérard Lauzier)
- 1998 – 1 table pour 6 efter Alan Ayckbourn, Théâtre du Palais-Royal (regi: Alain Sachs)